# 가지오카 사다미치

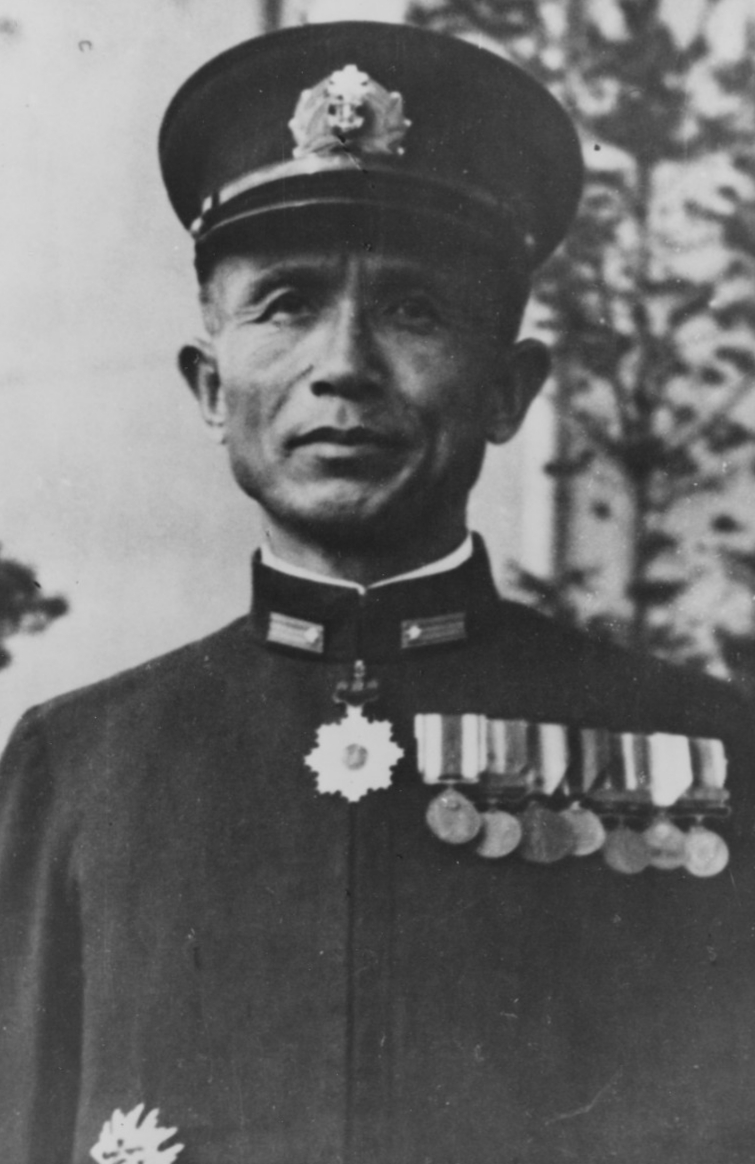
가지오카 사다미치

가지오카 사다미치(일본어: 梶岡 定道, 1891년 5월 18일 ~ 1944년 9월 12일)는 제2차 세계 대전 당시 일본 제국 해군의 제독으로, 웨이크 섬 전투에 참여했던 인물이다.

## 생애
그는 에히메현 출신으로 1911년, 해군병학교 39기의 졸업과 해군대학교 항해과 수료 후인 1912년 12월, 소위로 임관되었다. 그 후에는 운송 및 급유선의 항해장 및 사세보 방위 부대 및 기소, 지쿠마, 가스가 호 등의 함장, 수로부원을 거쳐 해군항해학교의 교관으로 일했다.
1934년 11월 해군 대좌로 승진 후, 급유선 나루토, 가스가, 요코스카 항 무부장을 거쳐, 1940년 11월, 해군 소장으로 진급하였다. 이후 사세보 방위전대의 사령관, 요코스카 경비전대 사령관 등을 역임했다.
제6수뢰전대 사령관으로 태평양 전쟁시 웨이크 섬 공략 작전에 참가했다. 요코스카 수비대, 제18전대 사령관, 나진 방면 특별근거지 사령관으로 근무하다 1943년 10월에 예비역으로 편입되었지만, 1944년에 다시 소집되었다.
같은 해 4월, 제6호위선단 사령관으로 취임했지만, 9월 12일 그가 탄 구축함이 하이난섬 근처에서 격침당해 전사했다.
사후 해군 중장으로 추서되었다.